# Sabine Busch
Sabine Busch (n. 21 noiembrie 1962, Erfurt, RDG) este o atletă ce a reprezentat Republica Democrată Germană, medaliată olimpică. A participat la o ediție a Jocurilor Olimpice (1988) în care a câștigat medalia de bronz în proba de 4x400 de metri.

## Palmares
| An   | Competiție                   | Locație                     | Loc | Eveniment     | Note    |
| ---- | ---------------------------- | --------------------------- | --- | ------------- | ------- |
| 1982 | Campionatul European         | Atena, Grecia               | 4   | 400 m         | 50,57   |
| 1982 | Campionatul European         | Atena, Grecia               | 1   | 4x400 m       | 3:19,04 |
| 1983 | Campionatul Mondial          | Helsinki, Finlanda          | 9   | 400 m         | 51,09   |
| 1983 | Campionatul Mondial          | Helsinki, Finlanda          | 1   | 4x400 m       | 3:19,73 |
| 1983 | Cupa Europei                 | Londra, Marea Britanie      | 4   | 400 m         | 51,56   |
| 1983 | Cupa Europei                 | Londra, Marea Britanie      | 1   | 4x400 m       | 3:22,70 |
| 1985 | Campionatul European în sală | Pireu, Grecia               | 2   | 400 m         | 51.35   |
| 1985 | Cupa Europei                 | Moscova, Uniunea Sovietică  | 1   | 400 m garduri | 54,13   |
| 1985 | Cupa Europei                 | Moscova, Uniunea Sovietică  | 2   | 4x400 m       | 3:20,10 |
| 1985 | Cupa Mondială                | Canberra, Australia         | 1   | 400 m garduri | 54,45   |
| 1985 | Cupa Mondială                | Canberra, Australia         | 1   | 4x400 m       | 3:19,49 |
| 1986 | Campionatul European în sală | Madrid, Spania              | 1   | 400 m         | 51,40   |
| 1986 | Campionatul European         | Stuttgart, Germania         | 2   | 400 m garduri | 53,60   |
| 1986 | Campionatul European         | Stuttgart, Germania         | 1   | 4x400 m       | 3:16,87 |
| 1987 | Campionatul Mondial în sală  | Indianapolis, Statele Unite | 1   | 400 m         | 51,66   |
| 1987 | Cupa Europei                 | Praga, Cehoslovacia         | 1   | 400 m garduri | 54,23   |
| 1987 | Cupa Europei                 | Praga, Cehoslovacia         | 2   | 4x400 m       | 3:20,60 |
| 1987 | Campionatul Mondial          | Roma, Italia                | 1   | 400 m garduri | 53,62   |
| 1987 | Campionatul Mondial          | Roma, Italia                | 1   | 4x400 m       | 3:18,63 |
| 1988 | Jocurile Olimpice            | Seul, Coreea de Sud         | 4   | 400 m garduri | 53,69   |
| 1988 | Jocurile Olimpice            | Seul, Coreea de Sud         | 3   | 4x400 m       | 3:18,29 |
| 1991 | Campionatul Mondial          | Tokio, Japonia              | 14  | 400 m garduri | 55,93   |

## Legături externe
- Materiale media legate de Sabine Busch la Wikimedia Commons
- en Sabine Busch la World Athletics
- en Sabine Busch la Olympedia.org